# Flächenformel
Die Flächenformel ist eine Formel aus der Geometrischen Maßtheorie und liefert eine Berechnungsvorschrift für das Hausdorff-Maß {\displaystyle m}-dimensionaler Flächen im {\displaystyle \mathbb {R} ^{n}} ({\displaystyle m\leq n}). Die Berechnung erfordert eine lipschitzstetige Funktion, die auf die zu berechnende Menge abbildet. Sie ist das Pendant zur Koflächenformel, welche Lipschitzfunktionen mit {\displaystyle m\geq n} abdeckt.

## Aussage
Gegeben sei eine lipschitzstetige Funktion {\displaystyle f\colon \mathbb {R} ^{n}\rightarrow \mathbb {R} ^{m}} mit {\displaystyle n\leq m}. Dann gilt für jede {\displaystyle {\mathcal {L}}^{n}}-messbare Menge {\displaystyle A\subset \mathbb {R} ^{n}}:
{\displaystyle \int _{\mathbb {R} ^{m}}{\mathcal {H}}^{0}(A\cap f^{-1}(y))\,\mathrm {d} {\mathcal {H}}^{n}(y)=\int _{A}{\mathcal {J}}f\,\mathrm {d} {\mathcal {L}}^{n}}
mit der Jacobideterminante {\displaystyle {\mathcal {J}}f} und dem {\displaystyle n}-dimensionalen Hausdorff-Maß {\displaystyle {\mathcal {H}}^{n}}. Das {\displaystyle 0}-dimensionale Hausdorff-Maß entspricht dem Zählmaß. Da die Formel auch für nicht injektive Funktionen Anwendung findet, ist das Zählmaß zur Berücksichtigung mehrerer Urbilder notwendig. Ist {\displaystyle f} injektiv, reduziert sich die Formel zu
{\displaystyle {\mathcal {H}}^{n}(f(A))=\int _{A}{\mathcal {J}}f\,\mathrm {d} {\mathcal {L}}^{n}},
woran die Aussage der Formel intuitiver erkennbar ist.
Die Differenzierbarkeit der Funktion muss nicht vorausgesetzt werden, da reelle lipschitzstetige Funktionen {\displaystyle {\mathcal {L}}^{n}}-fast überall differenzierbar sind.

## Beweisskizze
Der Beweis ist recht lang und erfordert einiges an Vorarbeit. Das wichtigste Problem ist die Frage nach der {\displaystyle {\mathcal {L}}^{n}}-fast überall Differenzierbarkeit reeller lipschitzstetiger Funktionen. Diese wird durch den Satz von Rademacher sichergestellt. Der Beweis erfolgt durch eine Reduktion auf den eindimensionalen Fall mithilfe des Satzes von Fubini, wo dann mit dem Überdeckungssatzs von Vitali die Differenzierbarkeit folgt. Daneben muss der Hauptsatz der Differential- und Integralrechnung für lipschitzstetige Funktionen bewiesen werden, was mithilfe des Satzes von Radon-Nikodym geschieht.
Im Beweis der Flächenformel unterscheidet man die beiden Fälle, dass für alle Elemente von {\displaystyle A} die Jacobideterminante nie bzw. immer verschwindet. Für den ersteren Fall nutzt man die {\displaystyle \sigma }-Endlichkeit des Lebesgue-Maßes aus und teilt den {\displaystyle \mathbb {R} ^{n}} in Würfel ein, die den  {\displaystyle \mathbb {R} ^{n}} überdecken und auf denen man durch die {\displaystyle \sigma }-Additivität des Hausdorff-Maßes den linken Teil der Gleichung durch Grenzwertbildung darstellen kann, welche wiederum zum Integral auf der rechten Seite auf diesen Quadraten umgeschrieben werden kann. Durch Reihenbildung erfolgt damit der Beweis dieses Falles. Der zweite Fall wird auf den ersten zurückgeführt, indem die Funktion als eine Komposition geschrieben wird, die die Bildmenge zunächst in endlich viele Dimensionen „aufpumpt“ und dann wieder in die Bilddimension projiziert. Dadurch verschwindet das Bild zwischenzeitlich nicht mehr und der erste Fall kann angewendet werden. Es lässt sich leicht zeigen, dass dann die Aussage trotzdem für die ganze Funktion und nicht nur für die erste Funktion gilt.
Hat {\displaystyle A} Elemente beider Fälle, kann durch die Aufteilung in eine Vereinigung die Formel Anwendung finden.

## Verallgemeinerung
Die Formel selbst ist eine Verallgemeinerung des Transformationssatzes aus der Analysis ({\displaystyle m=n}). Sie kann aber insoweit verallgemeinert werden, als dass die Messbarkeit von {\displaystyle A} nicht notwendig ist. Es reicht aus, dass eine rektifizierbare Menge vorliegt.